# Балка Кринична
Балка Кринична — ботанічна пам'ятка природи місцевого значення. Об'єкт розташований  у Вільнянському районі міста Запоріжжя.
Площа — 14 га, статус отриманий у 1972 році.